# Helmut von Hummel

Helmut von Hummel 1939

Helmut von Hummel (* 29. Juli 1910 in Worms als Helmut Hummel Edler von Hassenfels; † 22. November 2012 in Baldham) war ein deutscher Jurist, SS-Sturmbannführer und Manager. Er wurde im Oktober 1942 Privatsekretär Martin Bormanns und war auch dessen persönlicher Referent für Sonderprojekte. Er spielte eine Schlüsselrolle beim Sonderauftrag Linz, insbesondere bei der Beschlagnahmung und Überführung der Schloss-Sammlung. Ebenso war er einer der Hauptverantwortlichen für den Bergungsort Altaussee und war an der von Hitler angeordneten Verhaftung Görings 1945 beteiligt.

## Leben bis 1933 – Herkunft, Jugend und Studium
Helmut von Hummel war der Sohn des in Frankfurt am Main tätigen Bankdirektors Carl Friedrich von Hummel (1878–1914, eigentlich Karl Friedrich Hummel Edler von Hassenfels) und dessen Ehefrau Elisabeth, geborene Koehl (1889–1972), einer Tochter des Wormser Archäologen und Mediziners Karl Koehl. Väterlicherseits war er ein Enkel des 1892 von Kaiser Franz Joseph I. geadelten und 1900 mit dem Charakter eines Generalmajors pensionierten österreich-ungarischen Berufsoffiziers Bartolomäus Rudolf Hummel Edler von Hassenfels (1841–1927). Der Vater fiel bereits im November 1914 als Oberleutnant des österreich-ungarischen Heeres im Ersten Weltkrieg und Helmut wuchs vaterlos auf. Seine Schullaufbahn beendete er 1928 mit dem Abitur am humanistischen Gymnasium in Worms. Anschließend absolvierte er ein Studium der Staats- und Rechtswissenschaften an den Universitäten Marburg, Wien, Frankfurt am Main und Gießen. Nach der juristischen Fakultätsprüfung im Dezember 1932 folgte sein Rechtsreferendariat. Von Hummel wurde 1935 an der Justus-Liebig-Universität Gießen mit der Arbeit: "Die Treue im Arbeitsrecht" zum Dr. jur. promoviert. Im Sommer 1936 legte er sein Staatsexamen ab.

## Zeit des Nationalsozialismus

### Allgemeine Aufgaben und Tätigkeitsbereiche
Von Hummel trat zum 1. Dezember 1931 der NSDAP bei (Mitgliedsnummer 763.424). Innerhalb der Schutzstaffel, nach eigenen Angaben Eintritt 1939, (Mitgliedsnummer 314.949) stieg er im April 1943 zum SS-Sturmbannführer auf. Seit Oktober 1942 war er ebenfalls Mitglied in der Waffen-SS. Außerdem trat er der SA, der NSV, dem NS-Rechtswahrerbund und dem NS-Altherrenbund bei.
In den Jahren 1936 bis 1938 folgten verschiedene Aufgaben und Tätigkeiten in verschiedenen Ministerien und im Stab des Stellvertreter des Führers. Von Hummel wurde 1942 Privatsekretär von Martin Bormann. Er war sein persönlicher Vertreter bei der Beschlagnahmung von Kunst; dabei war er einer von drei Sachverständigen. Von Hummel spielte eine Schlüsselrolle im „Sonderauftrag Linz“, bei dem ein Museum in Linz aus geraubter Kunst zusammengestellt werden sollte. Von Hummel hatte sowohl ein Büro im Führerbau in München als auch eines in Berchtesgaden. Dort war er Teil der Verwaltung Obersalzberg und fungierte als eine Art Haushofmeister. Bormann organisierte über von Hummel Kontakt mit Hans Posse und Hermann Voss, den Beauftragten des Sonderauftrags Linz, was zu regem Schriftwechsel führte. Auch stand er in Kontakt mit Alfred Rosenberg und Friedrich Wolffhardt.
Gegen Ende des Krieges war er zuständig für die Bauvorhaben auf dem Obersalzberg, in Altaussee, München, Linz und bei der Güterverwaltung Nord, wobei darin das Ziel bestand, Gutshöfe in Mecklenburg für die SS und Hitler aufzukaufen.

### Arbeit im Ministerium und Stab

1940. In der Mitte v. l. n. r.: Rudolf Heß, August Eigruber und Helmut von Hummel. Des Weiteren ist auf dem Foto ein Herr Gölz(?) zu erkennen.

1936 wurde von Hummel im Reichswirtschaftsministerium in Berlin als Wissenschaftlicher Mitarbeiter eingestellt und war dort für das Referat Schweiz, also für die Einfuhr aus der Schweiz zuständig. Im Jahr 1938 wurde er zum Regierungsassessor befördert. Helmut von Hummel wurde im Oktober 1937 zum Stab des Stellvertreters des Führers (Stab des StdF) abgeordnet, weshalb er nach München zog und dort zunächst in den Büroräumen des Stabes des StdF in der Arcisstraße und anschließend im Führerbau arbeitete. Er war der sogenannten Staatsrechtlichen Abteilung III unterstellt, wo er das Referat „Wirtschaft“ erhielt und alle Gesetze, Fragen und Verordnungen bearbeitete, die mit dem Reichswirtschaftsministerium zu tun hatten oder von ihm ausgingen. In dieser Funktion lernte er seinen direkten Vorgesetzten Martin Bormann sowie Rudolf Heß persönlich kennen. Mit der Zeit wurden ihm immer öfter „Beschaffungs-, Bewirtschaftungs- und Versorgungsaufgaben“ zugewiesen. Dies führte dazu, dass er 1941/42 seine Aufgaben aus Zeitgründen in der Abteilung III aufgeben musste.
Ab November 1938 war er als Regierungsrat und ab September 1940 als Oberregierungsrat tätig.

### Aufgaben auf dem Obersalzberg
Schon in seiner Zeit im Stab des StdF betraute ihn Bormann mit verschiedensten Materialbeschaffungsaufgaben, die für verschiedene große Bauprojekte bestimmt waren, vor allem den Ausbau des Berghofs sowie des ganzen Obersalzbergs. Seit 1937 war Helmut von Hummel Wirtschaftsreferent für die Verwaltung Obersalzberg und dort Stellvertreter Martin Bormanns. Er war nun Hauptverantwortlicher für Baustoff- und Materialversorgung. Diese Tätigkeit spiegelte sich unter anderem darin wider, dass ab 1943 ein neues unterirdisches Führerhauptquartier und Oberkommando der Wehrmacht auf dem Obersalzberg entstehen sollte, wofür von Hummel ebenfalls mit zuständig war. Auch der Bau der ab 1944 in Auftrag gegebenen Stollen zu den unterirdischen Schutzkellern gehörten dazu, so wie die Versorgung der Arbeitskräfte.
Kleinere Aufgaben erledigte er ebenfalls. Unter anderem musste er einen Botanikprofessor aus Wien kommen lassen, der als Berater für eine Champignonzucht Hitlers tätig sein sollte. Des Weiteren fanden am Berghof Besprechungen mit Hitler über den „Sonderauftrag Linz“ sowie über die Architekturvorhaben statt, an denen Helmut von Hummel auch teilnahm. Später bezeichnete sich von Hummel selbst als „Mädchen für alles“. So organisierte er unter anderem Ausstattungsgegenstände für den Platterhof und für die Parteikanzlei.

### Rolle im Sonderauftrag Linz

#### Architektur

Besprechung zum "Sonderauftrag Linz" auf dem Obersalzberg 1939. V. l. n. r.: Martin Bormann, NN, Adolf Hitler, August Eigruber und NN

Bereits 1938 bzw. 1939 wurde von Hummel in die Pläne in Linz eingeweiht. Auch in dieser Funktion ging es vor allem um Beschaffungsfragen, sowohl um Baumaterialien für die geplante Führerstadt Linz als auch um Kunstwerke. In der Vorkriegszeit beschränkte sich seine Arbeit auf die Bauvorhaben. Deshalb stand er in regem Kontakt mit Roderich Fick, Hermann Gießler, Albert Speer, Friedrich Kritzinger und Gauleiter August Eigruber. Auch für die Finanzierung des gesamten Projekts war von Hummel zum Teil zuständig. Er wurde damit beauftragt, eine Durchführungsstelle des Reichsbaurats für die Stadt Linz an der Donau zu gründen, die die Bewirtschaftungs-, Verkehrs- und Arbeitseinsatzfragen bearbeitete und zudem die Baustoffbeschaffung und -verteilung des Sonderauftrags regelte.
Auch in einer anderen GmbH war er leitendes Mitglied. Sie setzte sich mit dem Bau eines „Führer-Hotels“ bzw. Donau-Hotels auf dem Gelände des dafür abzureißenden Hotels Weinzinger auseinander. Hier übernahm er die organisatorischen, finanziellen und verwaltungstechnischen Aufgaben. Er sorgte dafür, dass Hitler den Lageplan genehmigte. Am 31. März 1939 wurde Helmut von Hummel ein weiteres Mal Geschäftsführer einer Gesellschaft. Dabei handelte es sich um die im März durch einen Führererlass gegründete Privatstiftung Hitlers: Die Stiftung Wohnungsbau Linz a.D. Sie hatte den Auftrag, sich um den Aufbau der sogenannten Hitlerbauten zu kümmern.  Am 7. Februar 1940 holte von Hummel bei Hitler die Bewilligung ein, die Stiftung bei Fritz Todt als kriegswichtig anerkennen zu lassen:

„Der Führer stimmte dem Vorschlag zu, das Bauvorhaben als kriegswichtig anzuerkennen, zumal sich der Materialbedarf in bescheidenen Grenzen hält und ein Teil der Wohnungen für Arbeiter der Linzer Rüstungsindustrie, unter anderem Arbeiter der Hermann-Göring-Werke zur Verfügung gestellt werden soll.“

Todt stimmte am 20. Februar 1940 zu und erklärt das Bauvorhaben als kriegswichtig.
Im Winter 1939/1940 wohnte von Hummel, organisiert durch Bormann, mit seiner Frau im Haus Prinzregentenplatz 16, Hitlers Privathaus in München.

#### Streitigkeiten mit Roderich Fick
Die Arbeitsbeziehung zwischen Helmut von Hummel und Roderich Fick war dauerhaft angespannt. In einem Brief von Bormann an Speer, der auf den 21. März 1940 datiert ist, erklärt Bormann, dass er von Hummel zum Auffangen von Ficks fehlenden Qualitäten eingestellt habe, weil alles dafür getan werden müsse, Hitlers Linzer Bauwünsche – und da sei die Einsetzung Ficks eingeschlossen – zu erfüllen. Im März 1940 fanden die Streitigkeiten ihren Höhepunkt, als ein Mitarbeiter der Durchführungsstelle aufgrund von persönlichen Differenzen bei Fick kündigte. Daraufhin warf von Hummel Fick schlechte Personalführung vor. Als auch Speer nur gering beschwichtigen konnte, schaltete sich Bormann ein und beschloss seinen „Sachbearbeiter“ nach nur einem Jahr abzuziehen. Bormann schrieb an Speer noch im selben Monat:

„Ich habe seinerzeit Herrn Dr. von Hummel zur Bearbeitung der Linzer Angelegenheiten abgestellt, da zweifellos weder Professor Fick noch irgendeiner seiner eigenen Sachbearbeiter als gewandt zu bezeichnen ist ; […] Dr. von Hummel war früher im Reichswirtschaftsministerium, er hat jene Eigenschaften, die Herrn Prof. Fick und seinen Mitarbeitern fehlen, nämlich er ist gewandt und energisch.“

In einem anderen Brief, ebenfalls an Speer:

„Mit dem Fall Hummel wiederholt sich nun ein Vorgang, den ich im Büro Fick zu meinem grossen Bedauern schon des öfteren feststellen musste, dass nämlich Fick tüchtige Leute um sich nicht duldet, sondern abschiebt. Gerade aus dieser Einstellung heraus hat Fick auch eine Null, die man ganz gross schreiben muss, nämlich seinen Herrn Schetelig, zu seinem Vertreter bestellt. 
Da ich mich nicht der Gefahr aussetzen will, dass Fick dem Führer gegenüber behauptet, mein Dr. von Hummel hindere ihn an sachlicher Arbeit oder beeinträchtige seine Stellung, will ich Hummel ab sofort aus der Arbeit für Linz zurückziehen. 
Ich bitte Sie, dies dem Herrn Professor Fick fernmündlich mitzuteilen. Er mag dann zusehen, wohin er mit seiner eigenen Unfähigkeit und mit der seines Herrn Schetelig kommt.“

Der Abzug von Hummels aus der „Durchführungsstelle“ wirkte sich auch auf die Arbeit in der Stiftung Wohnungsbau Linz a. D. aus. Zunächst gab es Überlegungen, dass von Hummel seine Arbeit dort fortführen solle, bis ein geeigneter Nachfolger gefunden sei. Er sollte eine getrennte Materialzuweisung bekommen, um die Berührungspunkte zu Fick aufzuheben. Doch auch diese Vereinbarung war nicht von langer Dauer, zwei Tage später wurde von Hummel vollends von Bormann abgezogen, sein Nachfolger wurde Konrad Presetschnik.
Bormann attackierte daraufhin Fick persönlich und schrieb an ihn:

„Nur mit Missvergnügen, nämlich auf die Bitte des Herrn Professor Speer hin, liess ich Herrn v. Hummel zunächst noch in der Geschäftsführung der Führerstiftung. Sie wollen ihn nun auch dort hinaus haben! Gut! Ich begrüsse Ihren Wunsch, denn er kommt dem meinen nur entgegen.“

Aufgrund der vorangegangenen Feindseligkeiten beschwerte sich auch Gauleiter August Eigruber bei von Hummel über Ficks Arbeitsweise, sagte, seine Anweisungen wären oft „unpraktisch, unwirtschaftlich, unklar und verworren“. Daraufhin folgte auch Kritik an seinen Mitarbeitern und es wurde seine Kompetenz als „Reichsbaurat“ mehrmals in Frage gestellt.

Besprechung zum „Sonderauftrag Linz“ auf dem Obersalzberg 1939. V. l. n. r.: Helmut von Hummel, Martin Bormann, Hermann Giesler, Adolf Hitler, NN und NN

#### Kunstschätze
Zusätzlich zu den Architekturaufgaben wurde von Hummel in die Planung des „Führermuseums“ eingespannt und beteiligte sich aktiv am Kunstraub der Nazis. Unter anderem hatte er die Aufgabe, eine Münz- und Medaillensammlung mit aufzubauen, wobei Fritz Dworschak der Hauptbeauftragte war. Dabei wurden antike Münzen und Medaillen aus verschiedenen Klöstern und Stiften, zum Beispiel aus Kremsmünster und Hohenfurth, „sichergestellt“ bzw. beschlagnahmt und zusammengetragen, der sogenannte „Kremsmünsterer Goldschatz“. Die Einfuhr von Kunstwerken sowie Verhandlungen mit der Schweiz leitete von Hummel ebenfalls, er war außerdem an zahlreichen weiteren Aktionen beteiligt, wie die Liste unten belegt.
Er sorgte zusätzlich dafür, dass die von Hans Posse erworbenen Kunstschätze nach dessen Tod ordnungsgemäß behandelt wurden.
Ab dem Jahr 1942 wurde Helmut von Hummel beauftragt, sichere Bergungsorte für Kunstschätze und Kulturgüter aufzusuchen, da feindliche Fliegerangriffe immer weiter zunahmen. Dazu reiste er unter anderem nach Oberbayern, Tirol und in die Steiermark, wobei er die dort aufgefundenen Schlösser als teilweise nicht sicher genug empfand und deshalb nach Rücksprache mit Bormann die Suche auf unterirdische Stollen ausweitete. Dabei fiel die Wahl vor allem auf die stillgelegten Salzbergwerke bei Altaussee, die sowohl von Hummel als auch Bormann nach mehrmaliger Rücksprache mit Sachverständigen als Bergungsort befürworteten. Das führte zu einem Konflikt mit Robert Scholz, der bemängelte, die Feuchtigkeit und Kälte würden die Kunstwerke beschädigen. Schließlich stellte sich Hitler auf die Seite von Bormann und von Hummel.
Von Hummel wurde im Oktober 1942 Privatsekretär von Martin Bormann mit dem Titel Ministerialrat und persönlicher Referent des Reichsleiters Bormann; gleichzeitig wurde er Bormanns Vertreter für den Sonderauftrag Linz.

#### Gemäldesammlung Adolphe Schloss
Im Juni 1943 schlug der französische Vichy-Präsident Pierre Laval vor, Gemälde aus Deutschland an Frankreich zu übergeben, als Gegenleistung für seine Zustimmung, den Verkauf der gesamten Sammlung Adolphe Schloss oder eines Teils davon an den „Sonderauftrag Linz“ zu genehmigen. Durch Druck, ausgeübt von Rudolf Schleier, wurde seine Anfrage an von Hummel und so an Bormann weitergeleitet. Werner Gerlach schickte den für Linz vorgesehenen Index der Schloss-Gemälde an von Hummel für Bormanns Büro. Maria Almas-Dietrich, mit der von Hummel seit Längerem in gutem Kontakt stand, bot an, den Brief und den Index persönlich zu überbringen. Der Bitte Lavals wurde nie entsprochen, da sich die Verhandlungen über das Schicksal der beschlagnahmten Sammlung Adolphe Schloss im Sommer 1943 zugunsten Deutschlands entwickelten. Helmut von Hummel reiste im Auftrag Bormanns Ende Mai 1943 extra nach Paris, um sich über den Fortgang der Verhandlungen zu erkundigen. Ernst Frenzel, Assistent von Helmut von Hummel, informierte darüber einen Mitarbeiter Gerlachs, der in der deutschen Botschaft in Paris arbeitete.
Bei einem Treffen mit der Pariser Zweigstelle der Reichskreditkasse am 16. Oktober 1943 einigten sich Erhard Göpel, von Hummel, Alexander Klein von der Parteikanzlei und Direktor Karl Mürdel von der Reichskreditkasse darauf, der deutschen Botschaft einen Kredit von 50 Millionen Franken zu gewähren, sofern das Reichswirtschaftsministerium die Aktion mit der Verlagerung der Schloss-Sammlung nach Linz billigen würde. Dieser Betrag lag 2,5 Millionen Mark über dem Clearing. Daraufhin bot Gerlach in einem Brief an, den Verkauf abzuschließen. Einen Tag zuvor fand bereits ein persönliches Treffen zwischen Werner Gerlach und von Hummel statt, bei dem die Einzelheiten des Erwerbs der Sammlung besprochen wurden. Am 1. November 1943 teilte er von Hummel per Telegramm mit, dass die Zahlung für die Schloss-Sammlung erfolgt sei. In diesem Telegramm teilte Gerlach außerdem mit, dass er hoffe, die Sammlung könne bis Ende der Woche per Sonderkurier nach München verschickt werden.
Ebenfalls 1943 schrieb von Hummel, die Luftschutzmaßnahmen zum Schutz von anderen Kunstwerken, die in Hohenfurth lagerten, seien zufriedenstellend. Dabei hatte der für die Unterbringung der Kunstwerke zuständige Kunsthistoriker Gottfried Reimer von Hummel bei etwaigen Missständen umgehend zu informieren.

### Ende des Krieges, Verhaftung Görings und „Rettung“ der Kunstschätze

#### Verhaftung Görings
In den letzten Kriegsmonaten 1945 war von Hummel auf dem Obersalzberg in Berchtesgaden. Am 22. April 1945 erschien dort Hermann Göring mit Gefolge. Laut eigenen Aussagen erhielt von Hummel von Göring die Anweisung, ihm die Schlüssel zum teilweise noch im Bau befindlichen unterirdischen Hauptquartier auf dem Obersalzberg zu geben und alle Arbeiter und Angestellten zu evakuieren. Auf Nachfrage zeigte er von Hummel das Telegramm, das er vorher von einem Flugplatz aus an die Reichskanzlei geschickt hatte und darauf abzielte, dass Göring nun als Stellvertreter Hitlers, gemäß dem Erlass von 1941, der die Nachfolge Hitlers regelte, agieren wolle. Von Hummel bot daraufhin an, das vielleicht nicht angekommene Telegramm noch einmal per Funk direkt in den Führerbunker zu senden (siehe auch: Göring-Telegramm), wobei Göring die Frist für das Ultimatum einer Rückmeldung wohl noch von ursprünglich 20:00 Uhr auf 22:00 Uhr verlängerte.
Als die Rückmeldung Hitlers kam, Göring sofort wegen Hochverrat festzunehmen, leitete von Hummel, nach eigenen Aussagen, diese Antwort an Bernhard Frank weiter, der zu dieser Zeit Kommandeur der Flak und Waffen-SS auf dem Obersalzberg war. Nach einer Aussprache kamen sie zu dem Schluss, Göring unter Hausarrest zu stellen und einem möglichen Erschießungsbefehl zuvorzukommen, der später tatsächlich eintraf, indem sie ihn weiter Richtung Süden evakuieren ließen.
Die Aussagen, sowohl später von Frank als auch von Hummel unterscheiden sich in einigen Details, weshalb der wirkliche Hergang nicht perfekt rekonstruiert werden kann.

#### „Rettung“ der Kunstschätze in Altaussee
Zu dieser Zeit, Frühjahr 1945, liefen immer noch Einlieferungsarbeiten von beschlagnahmter Kunst aus ganz Deutschland und den besetzten Gebieten nach Altaussee, deren Logistik wie auch den weiteren Ausbau der Stellen Helmut von Hummel organisierte. Er bekam die Planungen von Gauleiter Eigruber mit, die die Sprengung der Bergwerke und Vernichtung der Kunstschätze beinhalteten, und sprach sich mit Bormann und Hitler für die Erhaltung und gegen die Zerstörung aus. Nach eigenen Angaben verhinderte er die von Eigruber angeordnete Sprengung, indem er vermeintliche Führerbefehle fälschte bzw. etwas anders interpretierte. Damit habe laut ihm Zeit hinausgezögert und durch teilweise Zusammenarbeit mit den örtlichen Bauarbeitern der Erhalt gesichert werden können.
Am 22. April 1945 um 9.21 Uhr erhielt von Hummel einen Funkspruch von Bormann, der die Akten der NSDAP in die Alpenfestung überführen wollte, um sie vor den vorrückenden Amerikanern zu schützen: „Bin mit vorgeschlagener Übersee-Südverlagerung einverstanden, Reichsleiter Bormann“. Bormann wollte die Kunstwerke für seine eigenen Zwecke nutzen, weshalb er, ebenfalls in den letzten Kriegstagen, von Hummel schickte, um die für den „Sonderauftrag Linz“ gesammelten Goldmünzen abzuholen.
In einer eidesstattlichen Erklärung, die er im Zuge eines Spruchkammerverfahrens anfertigte, gab Helmut von Hummel an, dass es sich bei den Goldmünzen um den „Kremsmünsterer Goldschatz“ gehandelt habe. Dieser soll einen Wert von mehreren Millionen Reichsmark gehabt haben. Am 5. Oktober 1947 schrieb von Hummel:

„Im Frühjahr 1945 wurde auf Weisung des ehemaligen Reichsleiters Martin Bormann der sogenannte ‚Kremsmünsterer Goldschatz‘ von Altausee zum Obersalzberg gebracht, um von dort in die ‚Reichsfestung Tirol‘ weitertransportiert zu werden, sobald sich die Front dem Obersalzberg näherte. 
Dieser Goldschatz bestand im wesentlichen aus alten griechischen und römischen Münzen und stellte nach dem Urteil der Sachverständigen einen Wert von mehreren Millionen Reichsmark dar. 
Er stammte aus verschiedenen oberösterreichischen Klöstern, insbesondere aus dem Kloster Kremsmünster und war während des Krieges als ‚staatsfeindliches Vermögen‘ beschlagnahmt worden. 
Ich hatte damals den Auftrag erhalten, den Transport dieser Sammlung nach Südtirol durchzuführen. Ich trug jedoch Bedenken diesen Auftrag auszuführen, weil die Sammlung bei einem Zusammenbruch in Südtirol vernichtet werden sollte, und mir eine solche Maßnahme unverantwortlich erschien.
Deshalb beabsichtigte ich, die Sammlung dem Fürsterzbischof von Salzburg zu übergeben.“

#### Flucht nach Südtirol und Transport des Goldschatzes
Von Hummel erhielt von Bormann in den letzten Kriegstagen den Befehl, dessen Familie nach Südtirol zu bringen, und kümmerte sich darum, dass sich Gerda Bormann mit ihren Kindern in Österreich verstecken konnte. Laut Spekulationen nach dem Krieg soll von Hummel in Wirklichkeit den Befehl von Bormann zur Ermordung der Familie auf dem Obersalzberg bekommen haben, dies ist allerdings nicht bestätigt.
Nach dem Bombenangriff auf den Obersalzberg machte sich von Hummel mit verschiedenen Mitarbeitern, den in einer Holzkiste lagernden Goldmünzen, weiteren Unterlagen und Lastkraftwagen am 2. und 3. Mai auf den Weg Richtung Süden. Laut einer Aussage von 1946 von Alexander Klein, eines seiner begleitenden Mitarbeiter, wurde der Wagen von Helmut von Hummel von einem SS-Unterscharführer der „Dienstwagenhalle Obersalzberg“ gefahren. Obersturmführer Hans Greider, Chef der sogenannten Dienstwagenhalle, gab zur Aussage, dass der Konvoi wohl aus 20 Fahrzeugen bestanden haben, die meisten davon leer waren und von Hummels Auto ein 170-V-Mercedes gewesen sein soll.
Laut Kleins Aussage fuhren sie nach Zell am See und machten dort in einem Hotel für 3 Tage Halt. Er habe die Goldkiste das letzte Mal in einem Raum im Erdgeschoss des Hotels gesehen, wo auch andere Sachen von Helmut von Hummel lagerten.
Von Hummel sagte 1946 in einem Verhör, er habe anschließend die Goldmünzen aus der Kiste genommen und sie anschließend in einen schwarzen Lederbriefumschlag getan. Er habe darauf geachtet, dass nichts verloren geht und den Umschlag für einen Monat unter einem Stein in einem Hohlraum versteckt. Im Juni habe er es dann geschafft, die Münzen nach Salzburg zu bringen und dort dem Fürsterzbischof Andreas Rohracher vollständig zu übergeben. Dies bestätigte Rohracher in einer eidesstattlichen Erklärung.

## Nachkriegszeit
Helmut von Hummel versteckte sich nach Kriegsende zeitweilig in einem Kloster bei Salzburg, was ihm laut eigenen Angaben der Fürsterzbischof zum Dank für den übergebenen Schatz gewährt habe. Daraufhin sei von Hummel zum Katholizismus konvertiert. 1946 stellte sich von Hummel freiwillig Walter Horn, Mitglied der Monuments Men, geriet in Kriegsgefangenschaft, und es fand ein Spruchkammerverfahren in der britischen Zone vor einem deutschen Spruchgericht in Recklinghausen statt. (Az. 7Sp Ls 321/47) Dieses Gericht fällte am 16. Februar 1948 ein Urteil, in dem entlastend auf seinen angeblichen Einsatz zur Rettung der im Salzbergwerk bei Altaussee eingelagerten Kunstschätze vor ihrer Vernichtung kurz vor Kriegsende verwiesen wurde. In der bereits genannten eidesstattlichen Erklärung erklärte von Hummel außerdem im Zuge des Prozesses, sehr gut mit Bernhard Frank befreundet gewesen zu sein und ihn bei seinen Entscheidungen, vor allem bei der Verhaftung von Hermann Göring, beraten zu haben.

Nach eigenen Angaben soll er in den 1960er Jahren von Generalstaatsanwalt Fritz Bauer über den angeblichen Tötungsbefehl Bormanns in den letzten Kriegstagen befragt worden sein, wobei von Hummel den Erhalt eines solchen Befehls kategorisch leugnete.

Helmut von Hummel um 2001

Später war von Hummel als Rechtsanwalt in München tätig und erlangte durch Reaktivierung seiner Verbindungen in die Schweiz die geschäftliche Leitung der Anfang der 1950er Jahre gegründeten deutschen Sektion der Schweizer Mineralölhandelsorganisation Avia, für deren deutsche Gesellschaften er 30 Jahre lang unter anderem als Geschäftsführer, Vorstand, Vorstandsvorsitzender sowie Leiter des Aufsichtsrats wirkte. Nach seinem Ausscheiden 1984 wurde er zum Ehrenpräsidenten des Unternehmens ernannt.
Außerdem hatte von Hummel sich mit dem weiteren Referenten Bormanns, Hans Müller, angefreundet und blieb es bis zu dessen Tod.
Helmut von Hummel starb im Alter von 102 Jahren in Baldham. Sein Sohn Günter von Hummel veröffentlichte im Selfpublishing persönliche Lebenserinnerungen seines Vaters nach dessen Tod, vermischt mit eigenen Kommentierungen und psychoanalytischen Deutungen.

## Listen von weiteren Beteiligungen am NS-Kunstraub
(Quelle: )

### Unvollständige Liste von Aktionen, an denen Helmut von Hummel ebenfalls beteiligt war
- Beschaffung eines Herrenporträts von Vicenzo Catena als Gegenleistung für die Ausreisegenehmigung der Familie des Amtsgerichtsrats Westphal in die Schweiz
- Ausreise der Familie des Kunsthändlers Nathan Katz (1893-1949) aus den Niederlanden in die Schweiz
- Einziehung der Kunstsammlung des Chorherrenstifts Klosterneuburg
- Verwendung der ehemaligen Schackgalerie München, für kriegswirtschaftliche Zwecke
- Erwerbungen in den Niederlanden, Spanien und Ungarn
- Behandlung beschlagnahmter Werke aus "feindlichem und jüdischen Besitz": Sammlung Fritz Thyssen, Sammlung Lobkowitcz, Sammlung Mannheimer, Sammlung Rothschild, Sammlung Gutmann
- „Sicherstellung“ von Kunstwerken im Osten
- Theatersammlung Gordon Craig
- Rückführung des Genter Altars
- Erwerb von Kunstgegenständen als Gegenleistung für Ausreisegenehmigungen jüdischer Familien: „Rückführung des geraubten deutschen Kulturgutes“
- Übergabe des eingezogenen Vermögens des Ordens vom Goldenen Vlies an das Kunsthistorische Museum in Wien
- Kunsthandlung Maria Almas Dietrich
- Einlagerung von Gemälden von Wilhelm Leibl in die Gemäldegalerie Linz
- Einlagerung deutscher Bibliotheksbestände des Archäologischen und des Deutschen Historischen Instituts Rom
- „Sicherstellung“ der „Ambraser Sammlung“
- Erwerbungen in den Niederlanden und Frankreich
- „Sicherstellung“ des schriftlichen Nachlasses des Malers von Rudolf von Alt aus dem Besitz von Prof. Arthur Rössler in Wien
- Behandlung der Sammlung Karl Lanckoroński (Palais Lanckoroński)
- Aufbau einer Waffensammlung
- Inventar des jüdischen Tempelschatzes aus Mattersburg
- Maßnahmen zum Schutz beschlagnahmter und eingezogener österreichischer Baudenkmäler
- Anwendung des Führervorbehalts bei Klöstern
- Tausch der Schlachtenbilder von Albrecht Adam aus der Schweiz

### Liste von Bergungsorten, die Helmut von Hummel unter anderem ausgesucht hat
- Salzbergwerk Altaussee
- Stift Kremsmünster
- Stift Hohenfurth
- Stift Lambach bei Wels
- Schloss Thürntal
- Schloss Engleithen bei Ischl

## Archivische Überlieferung
Im Bundesarchiv Berlin-Lichterfelde hat sich eine Personalakte über von Hummel erhalten (R 3001/61451). Des Weiteren existiert, ebenfalls im Bundesarchiv, der Schriftwechsel zwischen von Hummel und Ministerialdirigent Hanssen, ebenso wie Schriftwechsel zwischen von Hummel und dem Referenten für den „Sonderauftrag Linz“ und dem persönlichen Adjutanten Hitlers.

## Weitere Weblinks
- Überblick zur Person v. Hummels
- Entnazifizierung Helmut von Hummel, geb. 29. Juli 1910 (Jurist). Landesarchiv Nordrhein-Westfalen Abteilung Rheinland, Signatur NW 1045-L / SBE Hauptausschuss Stadtkreis Recklinghausen NW 1045-L, Nr. 226.